# Perithemis bella
Perithemis bella är en trollsländeart som beskrevs av Kirby 1889. Perithemis bella ingår i släktet Perithemis och familjen segeltrollsländor. Inga underarter finns listade i Catalogue of Life.